# بایلدونیت
بایل دونیت  (به انگلیسی: Bayldonite) با فرمول شیمیایی PbCu3[OH-AsO4]2 از مجموعه کانی هاست و از نام J.Bayidon اخذ شده‌است. به سختی در HCl حل می‌شود. PbO:۳۱٫۴۵٪  CuO:۳۳٫۶۲٪  As2O۵:۳۲٫۳۹٪  H2O:۲٫۵۴٪  برای اولین بار در نامبیا کشف شد و از نظر شکل بلور: قرصی شکل، رنگ: زرد تا سبز، شفافیت: نیمه شفاف، شکستگی: نامنظم، جلا: چرب، رخ: نامشخص، سیستم تبلور: مونوکلینیک و در رده‌بندی آرسنیات است همچنین خاصیت مغناطیسی ندارد و منشأ تشکیل آن ثانوی - زون‌های اکسیدان است.
همایند کانی‌شناسی (پارانژ) آن اشکال مختلف بلوریاولیوینیت - مالاکیت- آنگلزیت- میمتیت- بودانتیت است
، از نظر ژیزمان بلوری - دانه‌های مجتمع - پسودومرف کمیاب است و بیشتر در آلمان غربی، انگلستان، چک اسلواکی، نامبیا، URSS یافت می‌شود.